# Jekaterinburg
Jekaterinburg, romanisiert auch Ekaterinburg (russisch Екатеринбу́рг, anhörenⓘ; 1924–1991 Swerdlowsk, russisch Свердло́вск, historisch auch Katharinenburg), ist eine wichtige Industrie- und Universitätsstadt am Uralgebirge in Russland mit 1.349.772 Einwohnern (Stand 14. Oktober 2010).
Jekaterinburg liegt am Fluss Isset knapp 40 Kilometer östlich der imaginären Trennlinie zwischen Europa und Asien, welche im Westen bei der Stadt Perwouralsk verläuft. An dieser Stelle steht eine Europa-Asien-Säule. Die natürliche Grenze bildet der Ural. Der Zeitunterschied zu Moskau beträgt zwei Stunden und zu Mitteleuropa vier Stunden (bzw. drei Stunden während der mitteleuropäischen Sommerzeit).
Nach Moskau, Sankt Petersburg und Nowosibirsk ist Jekaterinburg die viertgrößte Stadt und Zentrum der drittwichtigsten Region Russlands. In der Stadt bestehen mehrere Generalkonsulate, darunter eines der USA, von Tschechien, Großbritannien, Deutschland (seit 2005) und seit 2006 auch von Österreich.

## Geschichte
Die Region erschlossen im 11. Jahrhundert die Nowgoroder. Die industrielle Erschließung begann Ende des 17. Jahrhunderts. Gegründet hat die Stadt am 7. Novemberjul. / 18. November 1723greg. Wassili Tatischtschew zusammen mit dem deutschstämmigen Offizier und Kaufmann in russischen Diensten Georg Wilhelm Henning (1676–1750). Der Name der Stadt leitet sich von der Kaiserin Katharina I. (1684–1727) ab.
Jekaterinburg war eine der ersten russischen Fabrikstädte, die ab Beginn des 18. Jahrhunderts auf Zarenerlass zur Entwicklung des metallverarbeitenden Gewerbes gebaut wurden. Den Siedlungskern von Jekaterinburg bildeten eine Eisenhütte und im Quadrat angeordnete Wohngebäude. Umgeben wurde der Kern von einer Befestigungsanlage. Jekaterinburg war somit zugleich Fabrik- und Festungsstadt, von der aus die weitere Erschließung des Urals erfolgen sollte. Während der Baschkiren-Aufstände 1735–1740 wurden die zwangsgetauften Baschkiren Toigildy Schuljakow 1738 und Kissjabika Bairjassowa 1739 als Apostaten in Jekaterinburg auf dem Scheiterhaufen verbrannt.
Mit der Anbindung an den sogenannten Sibirischen Trakt 1763, der als eine der ersten großen West-Ost-Achsen Russlands von Moskau ins an Bodenschätzen reiche Sibirien führte, übernahm Jekaterinburg zunehmend Handels- und Mittlerfunktionen zwischen Europa und Asien („Fenster nach Asien“). Damit begann die eigentliche städtebauliche Entwicklung und Ausbildung städtischer Funktionen. Die Bebauung löste sich langsam von den Erfordernissen der Eisenproduktion, zunehmend bestimmten Gesellschaftsbauten das Stadtbild, und Stein wurde das vorherrschende Baumaterial für die wichtigeren Bauten. Neben Fabrikbesitzern und Arbeitern siedelten sich nun auch Kleinunternehmer, Beamte und Kaufleute, Geistliche und Militärs an. Zwischenzeitlich verlegte man die Verwaltung der Uralhütten aus der Gouvernementshauptstadt Perm nach Jekaterinburg. 1781 ernannte Katharina II. Jekaterinburg zur Stadt. Im gleichen Jahr wurde sie zur Hauptstadt des Ujesd Jekaterinburg, einer Unterverwaltungseinheit im Gouvernement Perm. Im Juni 1829 besuchte Alexander von Humboldt die Stadt während seiner achtmonatigen Russlandexpedition und besichtigte nahegelegene Gruben.
Die industrielle Funktion der Stadt blieb auch im 19. Jahrhundert bestimmend. Seit 1840 galt Jekaterinburg als Zentrum der Metallverarbeitung, und bereits Anfang des 19. Jahrhunderts lag es hinsichtlich der Industrieproduktion an der Spitze der Uralstädte. Ab der Mitte des 19. Jahrhunderts erfolgte infolge einer Krise im Metallsektor eine Diversifikation der lokalen Wirtschaftsstruktur. Im letzten Viertel des 19. Jahrhunderts siedelten sich zahlreiche russische Banken in der Stadt an, und Jekaterinburg übernahm zunehmend überregionale Funktionen im Banken- und Kreditwesen. Die Stadt wurde auch kulturell Zentrum des Uralgebietes und hatte 1897 43.000 Einwohner. Nach dem Ausbruch der Oktoberrevolution wurde die Stadt von Weißgardisten des Admirals Koltschak besetzt. Am 25. Juli 1918 nahmen Jekaterinburg Truppen der auf der Seite der Komutsch (Komitee der Mitglieder der konstituierenden Versammlung) stehenden Tschechoslowakischen Legionen unter Stanislav Čeček ein. Erst im Juli 1919 gelang es der Roten Armee, die Stadt zurückzuerobern. Weltweit bekannt ist sie durch die Ermordung der Zarenfamilie im Verlauf des Russischen Bürgerkrieges 1918.
Ab 1914 gab es Pläne, die östlich des Urals liegenden Teile des Gouvernements Perm zu einem eigenen Gouvernement mit der Hauptstadt Jekaterinburg zusammenzufassen. Am 5. Juli 1919 verkündete man die Gründung des Gouvernements Jekaterinburg offiziell. Jekaterinburg wurde bei Gründung der Oblast Ural am 3. November 1923, in der die Gouvernements Jekaterinburg, Perm, Tjumen und Tscheljabinsk aufgingen, zu deren Hauptstadt. Die Erhebung der Stadt zum überregionalen Verwaltungszentrum (seit der Auflösung der Oblast Ural 1934 Hauptstadt der bis heute bestehenden Oblast Swerdlowsk) und ihre steigende wirtschaftliche Bedeutung führten zu einem starken Bevölkerungsanstieg. Damals im Stile des Konstruktivismus errichtete öffentliche Einrichtungen und Wohnhäuser prägen bis heute das Stadtbild.
Zu Ehren von Jakow Swerdlow trug die Stadt von 1924 bis 1991 den Namen Swerdlowsk. Während des Großen Vaterländischen Krieges lagerten hier die Kunstschätze der Eremitage. In der Stadt bestanden die Kriegsgefangenenlager 377 und 531 für deutsche Kriegsgefangene des Zweiten Weltkrieges. Das im Zuge der Industrialisierung der Sowjetunion 1928 gegründete Werk Uralmasch wurde im Zweiten Weltkrieg zu einem wichtigen Produzenten von Rüstungsgütern für die Rote Armee. Neben anderen Rüstungsbetrieben fertigte das Werk den Panzer T-34, die Selbstfahrlafetten SU-85, SU-100 und SU-122 sowie die Haubitzen M-30.
Swerdlowsk war auch nach dem Zweiten Weltkrieg ein wichtiges Produktionszentrum des militärisch-industriellen Komplexes der Sowjetunion. Dort produzierte man Panzer, Atomraketen und andere Waffen. Am 2. April 1979 ereignete sich der Milzbrand-Unfall in Swerdlowsk. Der Rüstungsbetrieb Swerdlowsk-19, der dem Netzwerk von Biopreparat angehörte, stellte biologische Waffen her. Wegen eines Fehlers beim Unterhalt der Luftfilter gelangten Milzbrand-Sporen in die Umgebung. Mindestens 100 Menschen kamen dabei ums Leben, die genaue Zahl ist bis heute unbekannt. Die sowjetische Regierung leugnete die Ursache des Unfalls jahrelang und machte den Verzehr von verseuchtem Fleisch aus der Umgebung für diesen Ausbruch von Milzbrand verantwortlich.
Während des Putsches 1991 befand sich hier der Bunker mit der „Ersatzregierung“ der Sowjetunion. Bis zum Zusammenbruch der Sowjetunion 1991 war die Stadt für Ausländer unzugänglich. Sowjetbürger konnten nur mit Genehmigung einreisen. Eine berühmte mit Jekaterinburg verbundene Persönlichkeit ist Boris Jelzin (1931–2007), der ehemalige Präsident Russlands. Er stammte aus Butka in der Oblast Swerdlowsk, studierte am Swerdlowsker Polytechnikum und war 1976–1985 Erster Sekretär des Oblastkomitees der KPdSU.
Die Stadt war Spielstätte der Fußball-Weltmeisterschaft 2018.
2019 war Jekaterinburg Schauplatz von Protesten der russischen Bürgerrechtsbewegung; Anlass war der Plan der Behörden, in einem Park im Zentrum der Stadt eine orthodoxe Kathedrale zu errichten.

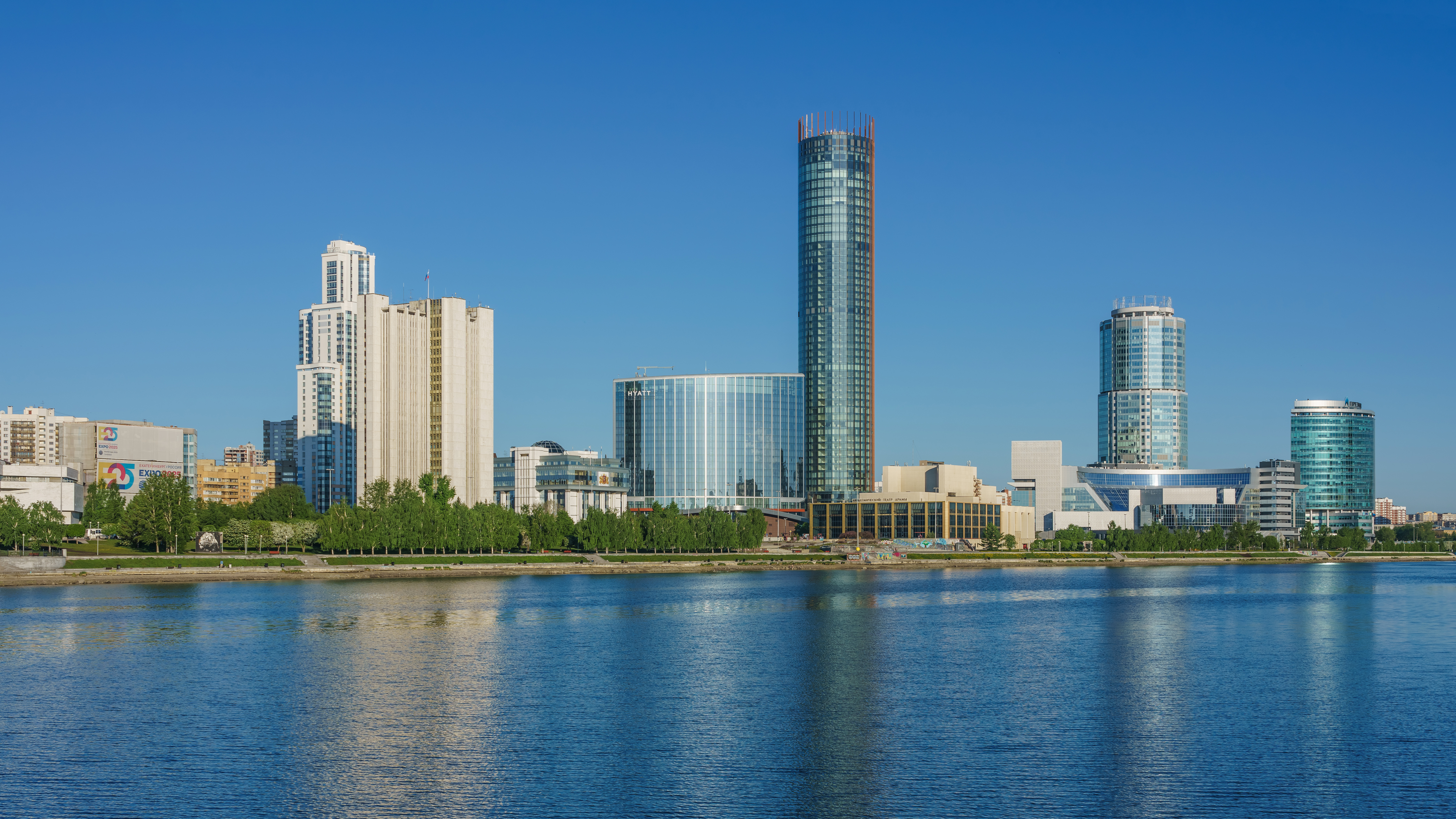
Jekaterinburg City

Bevölkerungsentwicklung
| Jahr | Einwohner |
| ---- | --------- |
| 1897 | 43.239    |
| 1925 | 136.500   |
| 1939 | 425.533   |
| 1959 | 778.602   |
| 1970 | 1.025.045 |
| 1979 | 1.211.172 |
| 1989 | 1.364.621 |
| 2002 | 1.293.537 |
| 2010 | 1.349.772 |
| 2012 | 1.377.738 |
| 2015 | 1.428.042 |

Anmerkung: Volkszählungsdaten

## Klima
Das Klima der Region ist kontinental mit großen Temperaturschwankungen. Die Sommer sind bis zu 35 °C warm, aber kürzer als in Mitteleuropa. Frühjahr und Herbst sind ausgesprochen kurz. Die Winter hingegen können bis zu 6 Monate dauern und erreichen Temperaturen bis −40 °C.
|                       | Jan   | Feb   | Mär  | Apr  | Mai  | Jun  | Jul  | Aug  | Sep  | Okt  | Nov  | Dez   |   |      |
| Mittl. Tagesmax. (°C) | −11,0 | −7,8  | 0,6  | 9,9  | 16,9 | 22,0 | 24,0 | 20,7 | 14,3 | 5,0  | −2,5 | −8,3  | ⌀ | 7,1  |
| Mittl. Tagesmin. (°C) | −18,1 | −16,2 | −8,4 | −0,2 | 5,5  | 10,9 | 13,8 | 11,0 | 5,9  | −1,3 | −8,4 | −14,5 | ⌀ | −1,6 |
|                       |       |       |      |      |      |      |      |      |      |      |      |       |   |      |
| Niederschlag (mm)     | 23    | 19    | 16   | 28   | 44   | 74   | 81   | 66   | 53   | 40   | 31   | 23    | Σ | 498  |
|                       |       |       |      |      |      |      |      |      |      |      |      |       |   |      |
| Regentage (d)         | 7     | 5     | 4    | 6    | 8    | 10   | 10   | 10   | 9    | 9    | 8    | 6     | Σ | 92   |

| −18,1 |

| −16,2 |

| −8,4 |

| −0,2 |

| 5,5 |

| 10,9 |

| 13,8 |

| 11,0 |

| 5,9 |

| −1,3 |

| −8,4 |

| −14,5 |

| −18,1 |

| −16,2 |

| −8,4 |

| −0,2 |

| 5,5 |

| 10,9 |

| 13,8 |

| 11,0 |

| 5,9 |

| −1,3 |

| −8,4 |

| −14,5 |

## Verwaltungsgliederung und Einwohnerentwicklung
| Nr. | Verwaltungseinheit (Rajon)                         | 1989    | 2002    | 2010    |
| --- | -------------------------------------------------- | ------- | ------- | ------- |
| 1   | Akademitscheski rajon (Академический район)        | –       | –       | –       |
| 2   | Werch-Issetski rajon (Верх-Исетский район)         | 199.195 | 180.852 | 187.732 |
| 3   | Schelesnodoroschny rajon (Железнодорожный район)   | 143.490 | 143.167 | 147.686 |
| 4   | Kirowski rajon (Кировский район)                   | 234.461 | 212.587 | 211.271 |
| 5   | Leninski rajon (Ленинский район)                   | 177.056 | 152.970 | 156.307 |
| 6   | Oktjabrski rajon (Октябрьский район)               | 135.293 | 119.286 | 135.346 |
| 7   | Ordschonikidsewski rajon (Орджоникидзевский район) | 287.445 | 261.985 | 270.944 |
| 8   | Tschkalowski rajon (Чкаловский район)              | 187.681 | 222.690 | 240.486 |

Die acht Rajons Jekaterinburgs (Nummerierung entsprechend der nebenstehenden Tabelle)

Den Akademitscheski rajon bildete man 2020 aus Teilen des Leninski und des Werch-Issetski rajon.

## Sehenswürdigkeiten

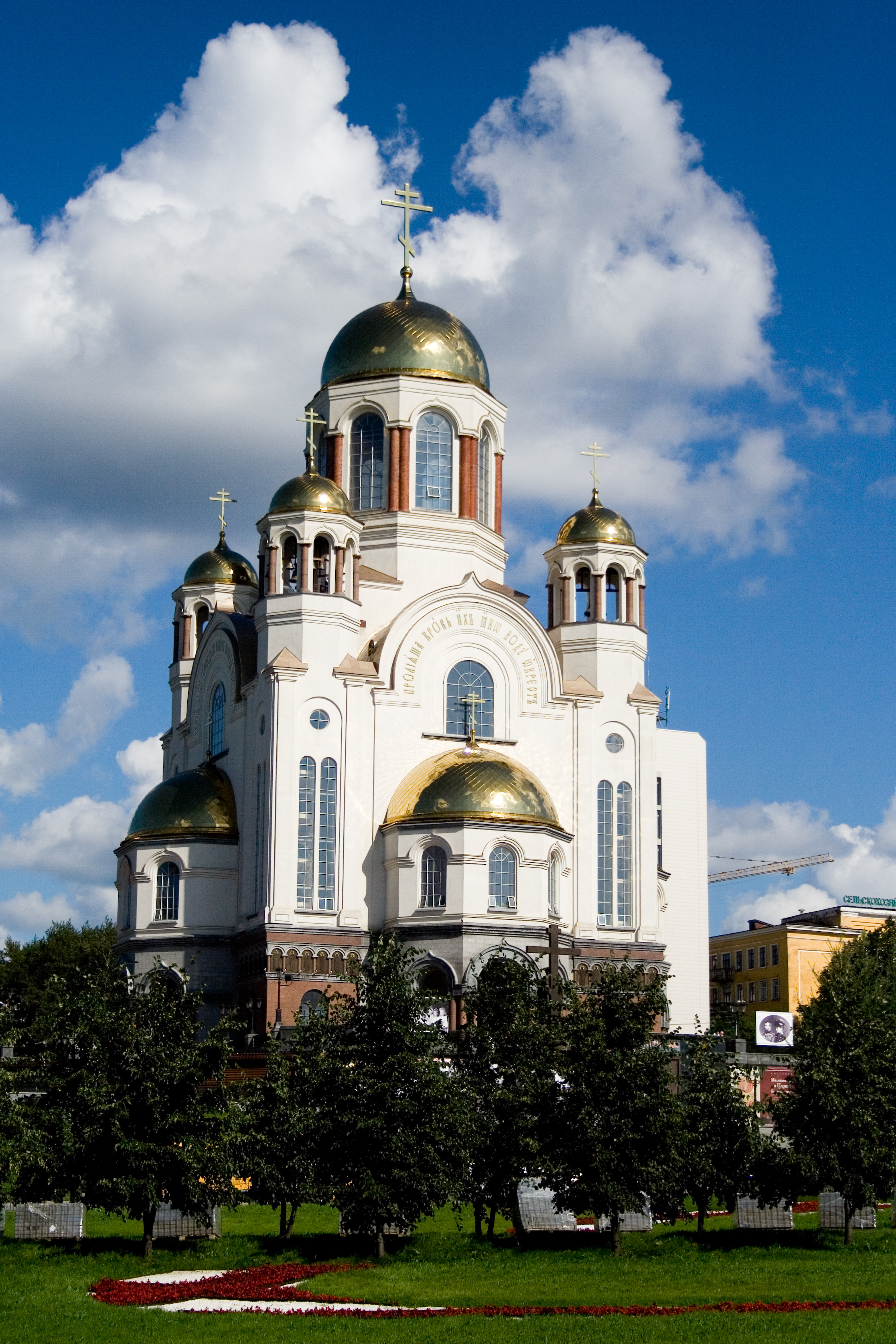
Die Kathedrale auf dem Blut

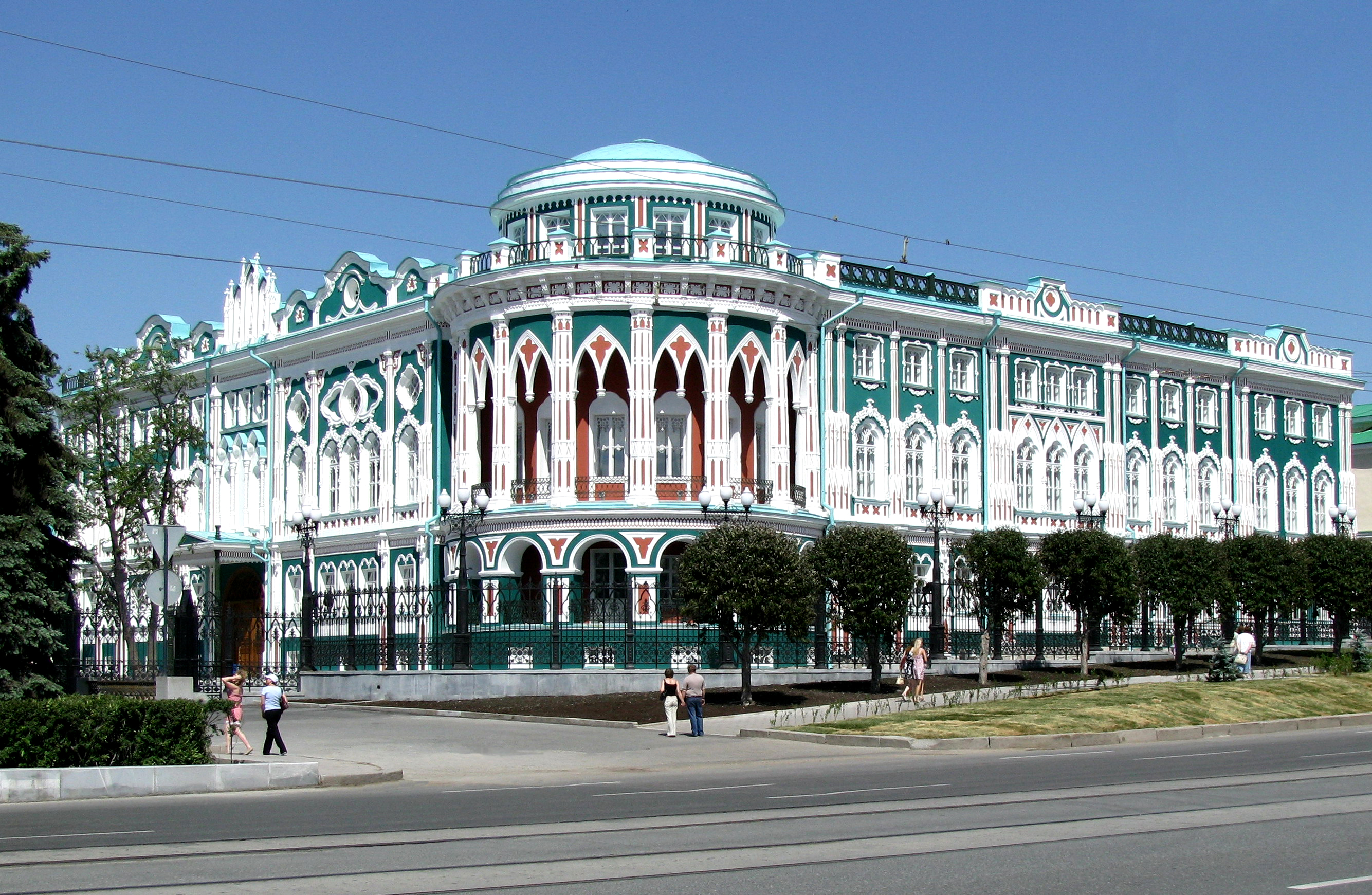
Sewastjanow-Haus

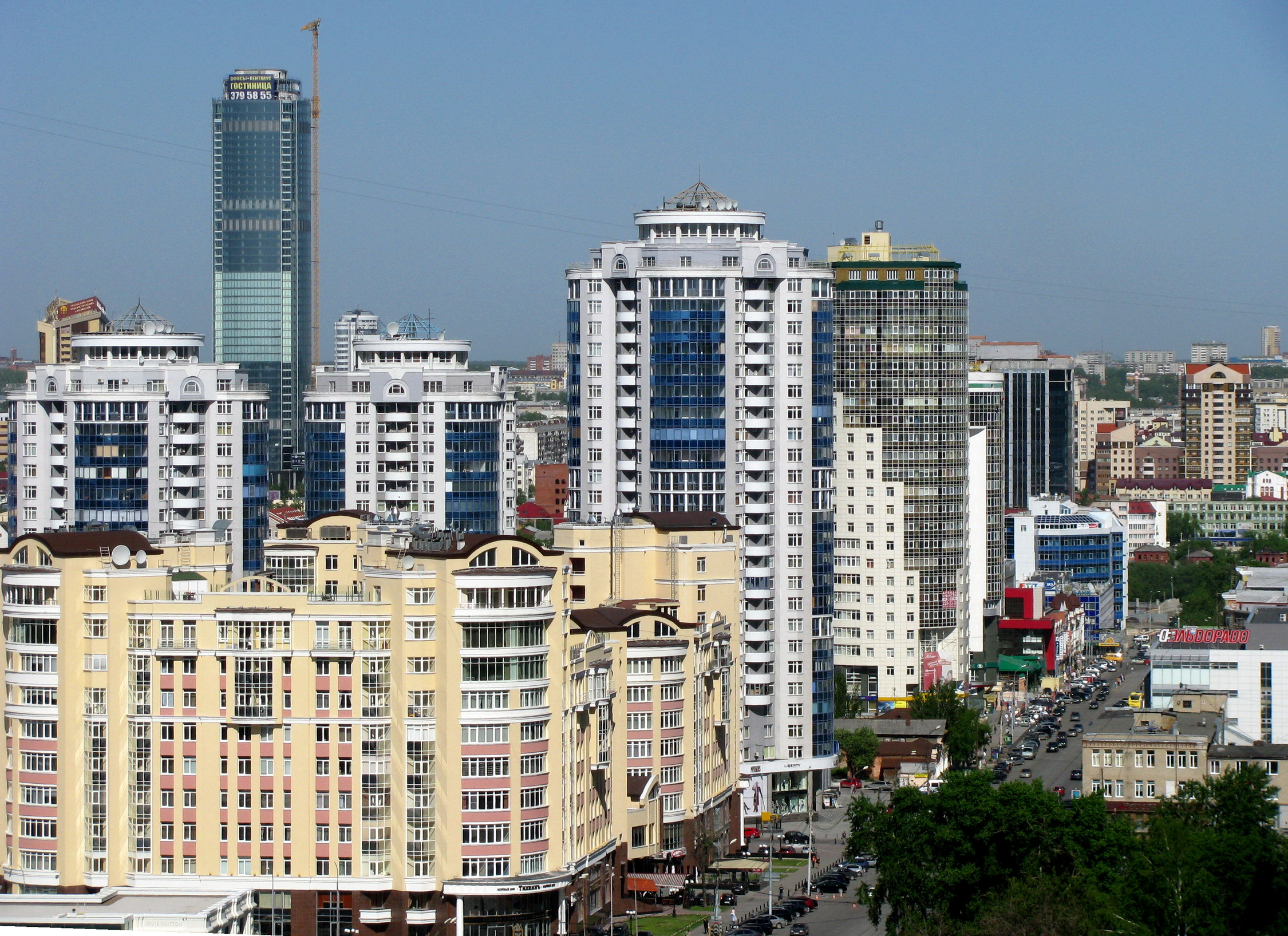
Blick auf die Innenstadt

Die bekannteste historische Sehenswürdigkeit der Stadt ist die Kathedrale auf dem Blut. Sie steht an der Stelle, an der sich bis 1977 das Ipatjew-Haus befand, in dessen Keller in der Nacht vom 16. auf den 17. Juli 1918 die Bolschewiki den letzten Zaren Nikolaus II. und seine Familie ermordeten. Dieser Ort ist mittlerweile ein Wallfahrtsort für Anhänger der russischen Monarchie.
Es gibt in der Stadt noch weitere architektonisch wertvolle Gebäude, neben der 1739 erbauten Bergkanzlei mehrere Kathedralen im russischen Stil, deren bekannteste die im 19. Jahrhundert erbaute Christi-Himmelfahrts-Kathedrale (Wosnessenski sobor) ist. Im Stil des sozialistischen Klassizismus ist das Rathaus erbaut, bedeutend auch das Universitätsgebäude und mehrere Institute sowie das Zirkusgebäude aus den 1980er Jahren und die prächtige Oper vom Anfang des 20. Jahrhunderts. Bemerkenswert sind auch eine Reihe konstruktivistischer Bauten, so das Hotel Issetj und das dahinter befindliche Tschekisten-Städtchen. Ein Wahrzeichen war bis zu seiner Sprengung 2018 der unvollendete Fernsehturm, eines der höchsten unvollendeten Bauwerke der Welt.

## Wirtschaft und Infrastruktur

### Wirtschaft
Die Stadt Jekaterinburg ist die wichtigste Industriemetropole des Urals. Bereits seit dem frühen 18. Jahrhundert gibt es in der Stadt Ansiedlungen der Metallindustrie. Die Industrialisierung intensivierte man in den 1930er Jahren. Uralmasch ist das führende russische Unternehmen für Schwermaschinenbau (Stahlwerks- und Bergwerksausrüstung, Bohrgeräte, Bagger, Kräne usw.). Das Unternehmen entstand 2007 aus mehreren Vorgängerunternehmen mit Uralmaschplant in Jekaterinburg als Kern und war bis 2015 Teil des OMS-Konzerns. Neben dem Maschinenbau sind Metallverarbeitung und -verhüttung (Unternehmenssitz von VSMPO-AVISMA), Lebensmittelproduktion, Holzverarbeitung und chemische Industrie vertreten. Einen Schwerpunkt bildet mit über 40 angesiedelten Unternehmen die Produktion von Rüstungsgütern.
Jekaterinburg ist auch ein Zentrum des russischen Banken- und Finanzwesens.

### Verwaltung
In der Stadt gibt es weiterhin eine Reihe ausländischer Konsulate und den Sitz des Präsidenten des russischen Föderationskreises Ural.

### Verkehr

#### Fernverkehr

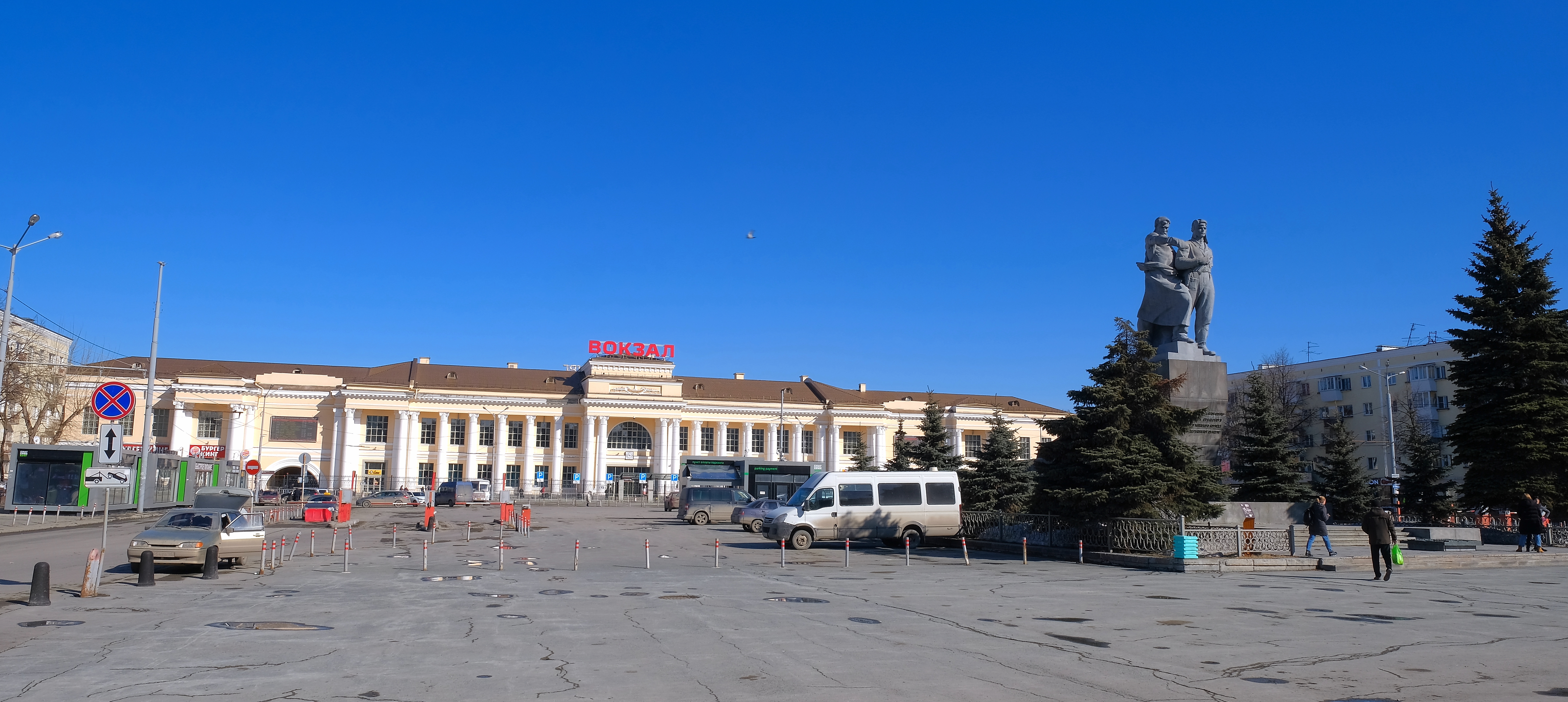
Blick auf den Hauptbahnhof vom Priwoksalnaja-Platz

Im mittleren Ural ist Jekaterinburg einer der wichtigsten Verkehrsknotenpunkte. Es existiert ein internationaler Flughafen (Kolzowo). Der Hauptbahnhof Jekaterinburg stellt die Anbindung an die Transsibirische Eisenbahn dar, die von Moskau kommend durch die Stadt und ganz Sibirien bis nach Wladiwostok am Pazifik führt. Hier kreuzt sie eine weitere Eisenbahnhauptstrecke vom nördlichen Ural hinunter nach Tscheljabinsk und Orsk. Jekaterinburg ist Sitz der russischen Eisenbahn-Regionaldirektion Swerdlowsk. Rund um Jekaterinburg existiert ein autobahnartig ausgebauter Fernstraßenring (JKAD, von „Екатеринбургская кольцевая автомобильная дорога“), der einen Umfang von 94,3 Kilometern besitzt und im Jahre 2022 fertiggestellt wurde. Südlich der JKAD zweigt die föderale Fernstraße M5 Ural ab, die über Tscheljabinsk und Samara bis nach Moskau führt. Westlich und östlich der JKAD zweigt die Föderale Fernstraße M12 Wostok ab, die die russische Hauptstadt Moskau mit Tjumen verbindet. 16 km östlich der JKAD zweigt von der Fernstraße M12 die föderale Fernstraße R354 ab, die Jekaterinburg mit Kurgan verbindet.

#### Nahverkehr
Den öffentliche Personennahverkehr tragen hauptsächlich Buslinien, Trolleybussen und die Straßenbahn Jekaterinburg, die ein Netz von 180 Kilometern und 29 Linien umfasst.
Am 26. April 1991 eröffnete als Ergänzung die kürzeste Metro in Russland: Die Metro Jekaterinburg hat eine Linie von 12,7 km Länge mit (seit 2012) neun Stationen und transportiert täglich 150.000 Passagiere.
Die Kindereisenbahn Swerdlowsk ist eine schmalspurige Parkeisenbahn im Zentralpark für Kultur und Erholung. Auf ihren Gleisen fahren auch Schienenfahrzeuge des Schmalspurbahnmuseums Jekaterinburg.

## Bildung und Kultur

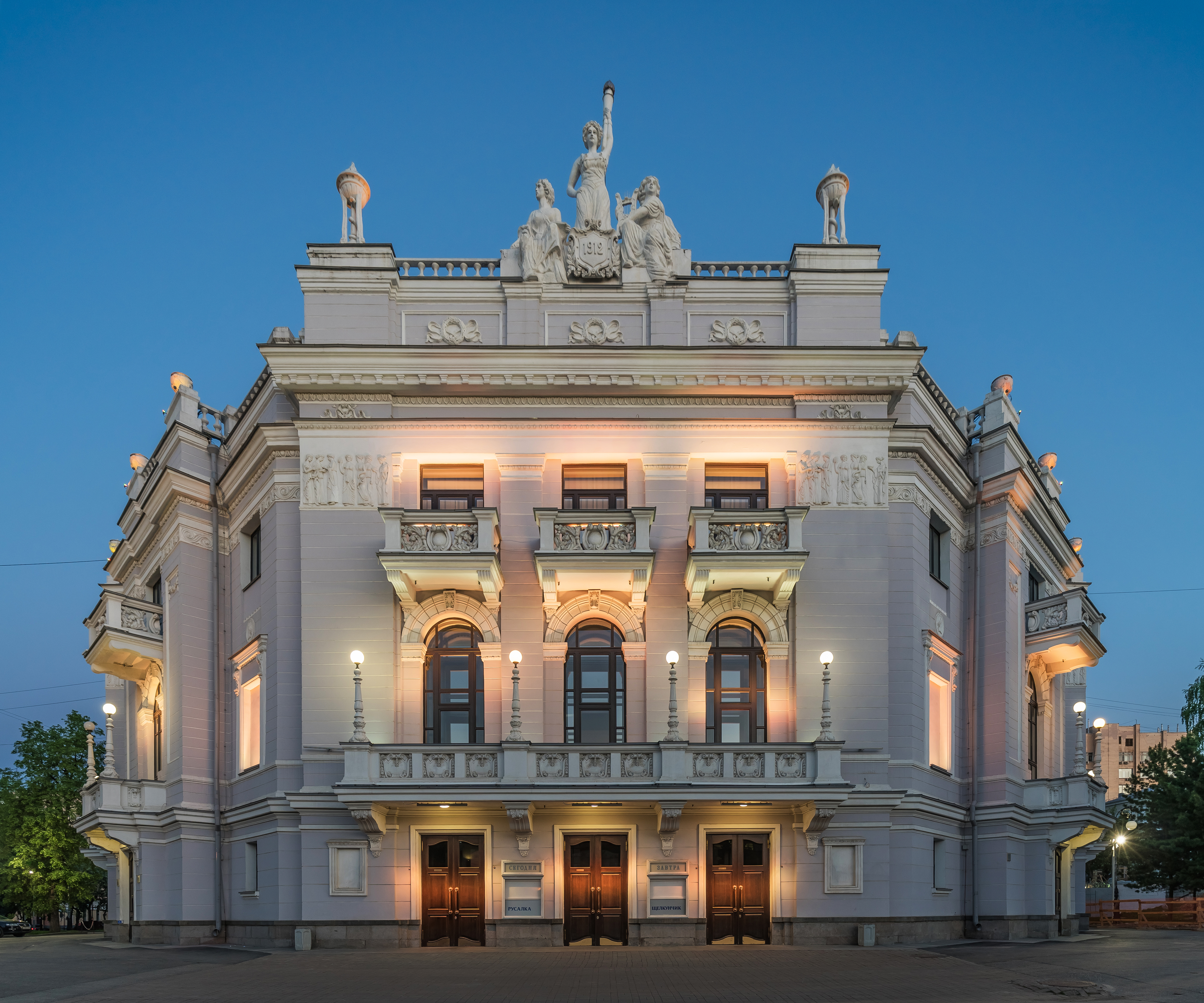
Die Oper von Jekaterinburg

Mehrere Theater (Oper, Ballett, Komödien), eine Philharmonie, ein ständiger Zirkus, ein Zoo, eine Kunstgalerie und eine Vielzahl von Museen sorgen für das kulturelle Leben der Stadt. Bekannt ist vor allem ein großer Museumspark für den Bergbau im mittleren Ural.
In der Stadt sind mehrere ausländische Kulturinstitute vertreten, u. a. das British Council und die Alliance française. Das Goethe-Institut Moskau unterhält eine Kontaktstelle in der Stadt, fördert einen deutschen Lesesaal in der Gebietsbibliothek und kooperiert mit einem Sprachlernzentrum für den Deutschunterricht.
Der Deutsche Akademische Austauschdienst und die Zentralstelle für das Auslandsschulwesen haben deutsche Lektoren bzw. Lehrer in die Stadt entsandt.
Weiterführende Bildungseinrichtungen:
- Abteilung der Russischen Schule für Privatrecht
- Akademie für Staatsdienst des Uralgebiets
- Akademie für Verwaltung und Recht
- Fakultät des Staatlichen Instituts für Sport
- Filiale der Sibirischen Staatlichen Universität für Telekommunikation und Informatik
- Filiale des Instituts für Unternehmertum und Recht Moskau
- Finanzjuristisches Institut des Uralgebiets
- Geisteswissenschaftliche Universität
- Geisteswissenschaftliches Institut des Uralgebiets
- Institut des Effektenmarkts des Uralgebiets
- Institut für Handel und Recht des Uralgebiets
- Institut für internationale Beziehungen
- Institut für Ökonomie, Verwaltung und Recht
- Internationales Institut der Fernausbildung
- Internationales Zentrum für Fernausbildung des Uralgebiets
- Artillerieinstitut Jekaterinburg
- Kolleg für Fremdsprachen Jekaterinburg
- Staatliches Theaterinstitut Jekaterinburg
- Juristisches Institut des Innenministeriums Russlands des Uralgebiets
- Uralische Föderale Universität (Sie ging aus der Vereinigung der Staatlichen Gorki-Universität des Uralgebiets mit der Staatlichen Technischen Universität des Uralgebiets hervor.)[12]
- Staatliche Akademie für Architektur und Kunst des Uralgebiets
- Staatliche Akademie für Geologie und Bergbau des Uralgebiets
- Staatliche Akademie für Verkehrsverbindung des Uralgebiets
- Staatliche Fachpädagogische Universität des Uralgebiets
- Staatliche Forsttechnische Akademie des Uralgebiets
- Staatliche Juristische Universität des Uralgebiets
- Staatliche Landwirtschaftliche Akademie des Uralgebiets
- Staatliche Medizinakademie des Uralgebiets
- Staatliche Ökonomische Universität des Uralgebiets
- Staatliche Pädagogische Universität des Uralgebiets
- Staatliche Universität für Verkehrswesen des Uralgebiets
- Staatliches M.-P.-Mussorgski-Konservatorium des Uralgebiets
- Ural State University of Economics
- Die Uraler Abteilung der Russischen Akademie der Wissenschaften

## Sport
Die Stadt ist durch den Fußballverein Ural Jekaterinburg in der höchsten russischen Spielklasse vertreten. Sein Heimstadion ist das Zentralstadion, in dem vier Spiele der Fußball-Weltmeisterschaft 2018 stattfanden.
Der 2006 als Nachfolgeverein des aufgelösten Eishockeyvereines HK Dinamo-Energija Jekaterinburg gegründete HK Awtomobilist Jekaterinburg nimmt am Spielbetrieb der Kontinentalen Hockeyliga teil und trägt seine Heimspiele im Sportpalast „Uralez“ aus. Der Bandyverein HK SKA Swerdlowsk nahm am Spielbetrieb der Superliga teil und gewann deren Austragung 1994.
Der Frauen-Volleyballverein VK Uralotschka-NTMK spielt seit Jahren an der Spitze der russischen Meisterschaft und ist auch im Europacup erfolgreich. Kaum weniger erfolgreich ist das Frauen-Basketballteam UGMK Jekaterinburg, welches in der russischen Basketball-Superleague sowie in der Euroleague Women spielt. Die Männer sind beim Volleyball durch den zweitklassigen Verein Lokomotive-Isumrud Jekaterinburg und beim Basketball in der zweiten Profiliga durch den BK Ural Jekaterinburg vertreten. Volleyball- und Basketballspiele werden auf professionellem Niveau im Palast der Spielsportarten (DIwS) ausgetragen. Diese Arena stellt ebenfalls die Heimspielstätte für den Futsalverein MFK Viz-Sinara dar. Im Feldhockey wird die Stadt durch den Verein Dinamo-Stroitel Jekaterinburg vertreten. Im August 2015 wurde in Jekaterinburg im Sportpalast „Uralez“ die U-19-Handball-Weltmeisterschaft 2015 ausgetragen.
In Jekaterinburg gab es auch Finalentscheidungen und Qualifikationsläufe zur Eisspeedway-Weltmeisterschaft. Die Stadt war einer der Austragungsorte der Bandy-Weltmeisterschaften 1965.

### Fußball-Weltmeisterschaft 2018 in Jekaterinburg

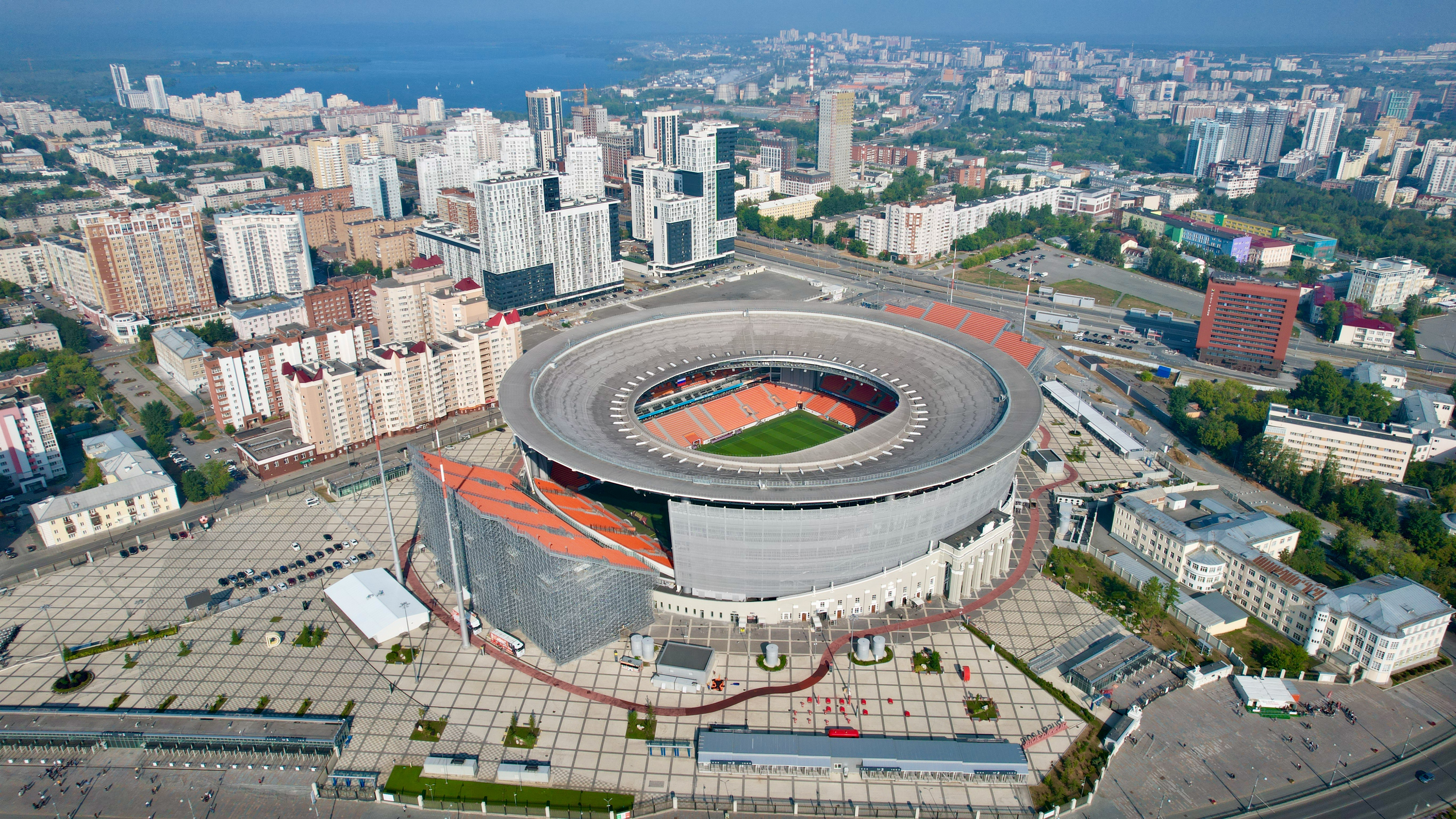
Zentralstadion

In Jekaterinburg fanden vier Spiele der Fußball-Weltmeisterschaft 2018 statt.
| Gruppe A | 15.06.18 | 14:00 | Ägypten – Uruguay: 0:1 |
| Gruppe C | 21.06.18 | 17:00 | Frankreich – Peru: 1:0 |
| Gruppe H | 24.06.18 | 20:00 | Japan – Senegal: 2:2   |
| Gruppe F | 27.06.18 | 19:00 | Mexiko – Schweden: 0:3 |

In der Zeit vom 7. Oktober 2015 bis zum 29. Dezember 2017 baute man das Zentralstadion für die Weltmeisterschaft 2018 um, damit es den Anforderungen der FIFA entsprach.
Ebenfalls baute man den Zentralpark für Kultur und Erholung namens W. W. Majakowski um. Dort fand das Festival der Fans statt. Dafür platzierte man auf einer Fläche von mehr als zwei Hektar eine Bühne mit riesigem Bildschirm, Imbissstände und sanitäre Bereiche. Für Menschen mit Behinderungen war eine spezielle Tribüne eingerichtet.
Für die Weltmeisterschaft erneuerte man im Flughafen „Kolzowo“ den Bahnsteig und die zweite Start- und Landebahn und stattete sie mit der notwendigen Ausrüstung aus.  Darüber hinaus erledigte man alle Arbeiten zur Vorbereitung des Passagier-Terminals und zur Modernisierung der technischen Infrastruktur. Auch startete man den Hangar für Geschäftsflugtechnik. Die Kapazität des Flughafens stieg auf bis zu 2.000 Personen pro Stunde.
Für die Erneuerung des Straßennetzes gab man 9,22 Milliarden Rubel des Regionalbudgets, eine Milliarde Rubel aus dem Kommunalbudget und 7,207 Milliarden Rubel aus anderen Quellen aus.

## Städtepartnerschaften
Jekaterinburg listet folgende Partnerstädte auf:
- San José, Vereinigte Staaten, seit 1992
- Wuppertal, Deutschland, seit 1993
- Guangzhou, Volksrepublik China, seit 2002
- Ferentino, Italien

## Weiteres
- Ein Atom-U-Boot des russischen Projekts 667BDRM (Delta IV) trägt den Namen der Stadt; Ende Dezember 2011 kam es nach einem Feuer auf dem Holzgerüst im Trockendock in der Roslijakowo-Werft (Murmansk) zu einem Großbrand an seiner Kautschuk-Hülle.[15]
- Am 1. Mai 1960 schoss eine russische  Boden-Luft-Rakete des Typs SA-2 Guideline ein  amerikanisches Aufklärungsflugzeug des Typs Lockheed U-2 auf einer Spionagemission über dem Ural südlich von Jekaterinburg (damals: Swerdlowsk) ab.  Der Pilot Francis Gary Powers konnte sich mit dem Fallschirm retten, man nahm ihn jedoch nach seiner Landung nahe Jekaterinburg gefangen und verurteilte ihn im folgenden, unter großem internationalem Medieninteresse durchgeführten Prozess zu einer zehnjährigen Haftstrafe wegen Spionage,  er kam jedoch am 10. Februar 1962 durch einen Gefangenenaustausch auf der Glienicker Brücke vorzeitig frei, bei dem man ihn gegen den 1957 enttarnten und verhafteten sowjetischen Spion Rudolf Abel austauschte.